# Òliba de Minahassa
L'òliba de Minahassa (Tyto inexspectata) és una òliba, per tant un ocell rapinyaire nocturn de la família dels titònids (Tytonidae). Habita boscos del nord de Sulawesi. El seu estat de conservació es considera vulnerable.